# 医療従事者
医療従事者（いりょうじゅうじしゃ、英語: health professional、health care practitioner）とは、医療（いりょう、英語: health care）に従事する者を指す（※雇用・契約関係の有無は問われない）。
医師・歯科医師・薬剤師・助産師など独立業務を行う者のほか、医師・歯科医師らの指示のもとに医療行為や支援を行う看護師、歯科衛生士などのコ・メディカルや、それらに関連した事務に携わる者も医療従事者と呼ばれることがある。
医師、歯科医師、薬剤師においては医師法、歯科医師法、薬剤師法により常に品位を損してはならない。これら三資格者は他の職業にあっても医籍、歯科医籍、薬剤師名簿に登録されている為、二年に一度、厚生労働大臣へ氏名、住所、その他厚生労働省の定める事項を届ける義務がある。よって他の職業にあっても常に高い倫理観を持っておかなければならない。
医療職・医療者・医療資格者と同じく使用されることもあるが、それぞれ完全な同義ではない。保健・福祉・介護などの従事者との境界は曖昧である。
狭義では近代西洋医学に携わる者を指し、広義では統合医療、つまり近代西洋医学にくわえて伝統医学や相補・代替医療に携わる者を指す。

## 概要
病気や障害その他の健康課題を持った人や集団に対して、専門的知識と技術を行使し、人や集団の健康機能を最大限に発揮できるように援助行為を行うと考えられる。
病院、医院、診療所、薬局、助産所、施術所、歯科技工所、介護老人保健施設などの医療機関・医療関連機関 に勤務、または開業している者が多い。
多くの場合、採用に当たっては免許や資格を所有し、専門性を有していることが求められる。
医療従事者の業務は、対象者の生命・身体・精神の根幹に関わるものであるため、他職種に比しても特に高い専門性が要求される。
専門的知識を持っていることも大事ではあるが、それに加えて、患者の生活を支援するために患者の個性を知り患者の生活を知ることも重要で、
1. 人が嫌いでないこと
2. 人間としての経験を積むこと
3. 知識を使うことの責任を知っていること
4. 変化に対応し自分自身を変えてゆく能力（Capability）

などが求められている、ともされる。
日本では2020年1月から始まった新型コロナウイルス感染症の流行で、感染拡大を防ごうと過酷な現場で奮闘する医療従事者には多くの感謝の声が届いた。

## 職種
国家資格である資格だけでも医師、歯科医師、薬剤師、看護師、助産師、保健師、公認心理師、管理栄養士、臨床検査技師、診療放射線技師、臨床工学技士、歯科衛生士、理学療法士、作業療法士、義肢装具士、歯科技工士、救急救命士、言語聴覚士、視能訓練士など、多数ある。
保健医療の分野では、国家資格であるあん摩マッサージ指圧師、柔道整復師、はり師・きゅう師、介護福祉士が存在している。アメリカやイギリスなど海外では専門医療とされながら日本では法的資格制度がないカイロプラクターなども存在する。
尚、2019年より新たな国家資格として公認心理士が追加された。
日本における医療従事者に関連した資格・職種は厚生労働省が管轄する範囲を超えて広範に存在する。
日本における職種に関連した資格情報は「日本の医療・福祉・教育に関する資格一覧」を参照。